# Bernard Brégeon
Bernard Brégeon (ur. 6 lipca 1962 w Suresnes) – francuski kajakarz, dwukrotny medalista olimpijski z Los Angeles.
Brał udział w dwóch igrzyskach olimpijskich (IO 84, IO 88). W 1984 – pod nieobecność zawodników z wielu krajów tzw. Bloku Wschodniego – po srebro sięgnął w dwójce na dystansie 1000 metrów (partnerował mu Patrick Lefoulon) i był trzeci w jedynce na dystansie 500 metrów. Był trzykrotnym medalistą mistrzostw świata w różnych konkurencjach, zdobywając po jednym medalu w każdym z kolorów.
Jego żona Bernadette także była kajakarką i olimpijką.